# Inez Clare Verdoorn
Inez Clare Verdoorn (* 15. Juni 1896 in Pretoria; † 2. April 1989 ebenda) war eine südafrikanische Botanikerin. Ihr offizielles botanisches Autorenkürzel lautet „I.Verd.“.
Verdoorn beschäftigte sich mit der Systematik, Morphologie und Biogeographie von Pflanzen mit Schwerpunkt zu Samenpflanzen (Spermatophytina) und Dickblattgewächsen (Crassulaceae).

## Leben und Wirken
Inez Clare Verdoorn wurde 1896 in Pretoria, der damaligen Hauptstadt der Südafrikanischen Republik, geboren. Ab 1916 war sie an der Loreto Convent School, einer privaten High School in Pretoria tätig. Nach einigen Stellen im öffentlichen Dienst wurde sie 1919 Assistentin im Herbarium der südafrikanischen „Division of Botany and Plant Patholgy“. Zwischen 1925 und 1927 arbeitete sie als „Verbindungsbeamtin“ in Kew am Institut Royal Botanic Gardens. Nach ihrer Rückkehr wurde sie Abteilungsleiterin des Nationalen Herbariums in Südafrika. Nach ihrer Pensionierung im Jahr 1951 beschäftigte sie sich mit weiteren Forschungsaufgaben.
Verdoorn veröffentlichte mehr als 200 Publikationen und beschrieb zahlreiche Taxa erstmals. Aus ihrem Nachlass mit etwa 4000 konservierter Pflanzenexponate wurden bedeutende Teile in Sammlungen und Herbarien übernommen.

## Ehrungen

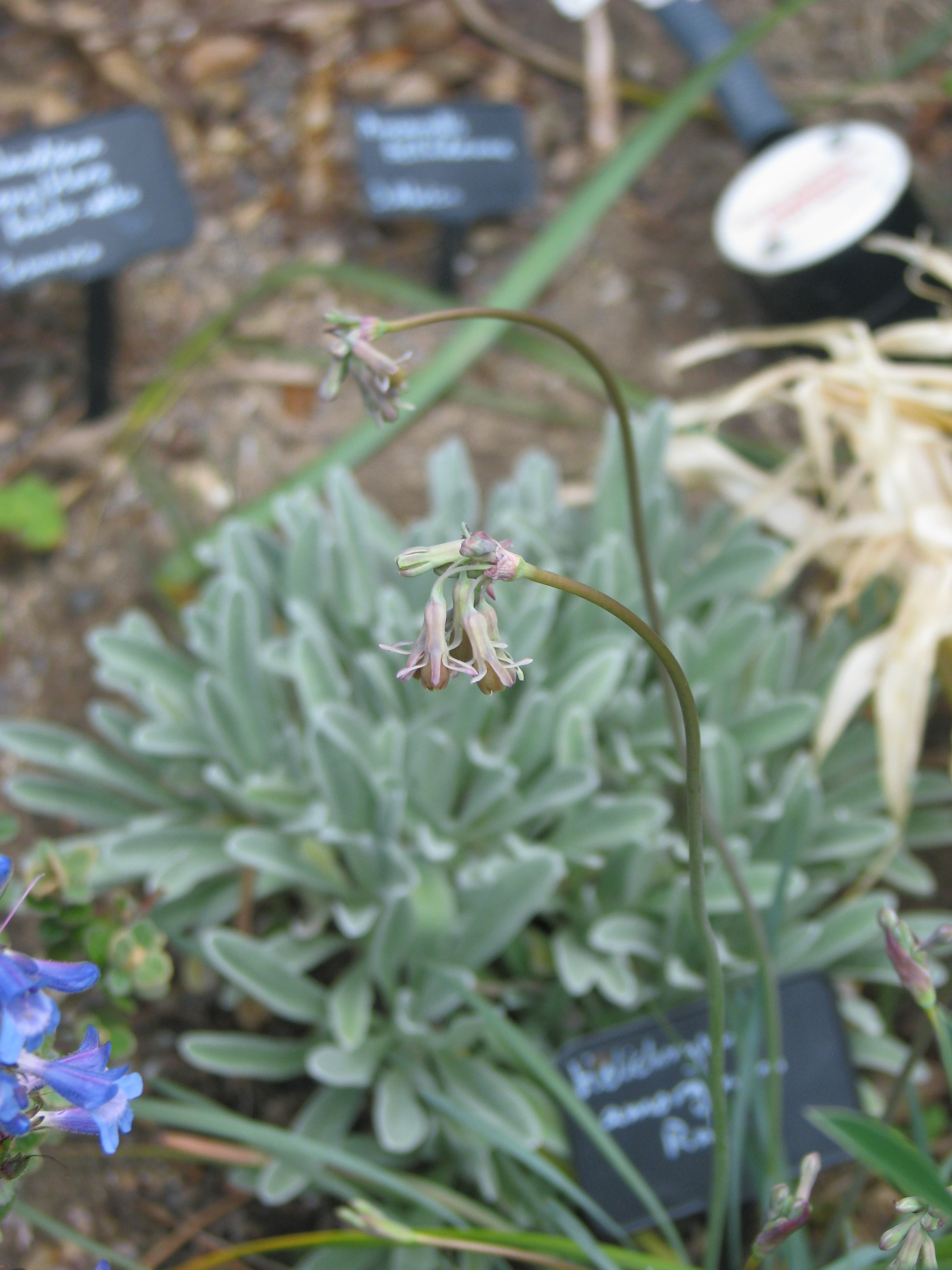
Tulbaghia verdoorniae wurde nach Inez Verdoorn benannt.

In Anerkennung ihrer Arbeiten wurden ihr verliehen
- 1952 Senior Captain Scott Medal von der South African Biological Society
- 1957 Präsidentin von der South African Biological Society
- 1964 Präsidentin der Section B von der South African Association for the Advancement of Science
- 1967 Ehrendoktorwürde Ph.D. der Universität von Natal

Nach Verdoorn wurden folgende Taxa benannt:
- Inezia E.Phillips (1932), Gattung der Familie Korbblütler (Asteraceae)
- Aloe verdoorniae Reynolds (1936)
- Senecio verdoorniae  R.A.Dyer (1941)
- Teclea verdoorniana Exell & Mendonça (1951)
- Tulbaghia verdoornia Vosa & R.B.Burb. (1977)

## Schriften (Auswahl)
- The genus Fagara, as represented in the South African herbaria. In: Journal of Botany. Band 57, 1919, S. 201–205 (online).
- Eetbare Veldvrugte Van Transvaal, Staatsdrukker, Pretoria, 1939.
- The oleaceae of Southern Africa, Staatsdrukker, Pretoria, 1955.
- Encephalartos Manikensis and Its Near Allies, Government Herbarium, 1968.